# Długi Lasek

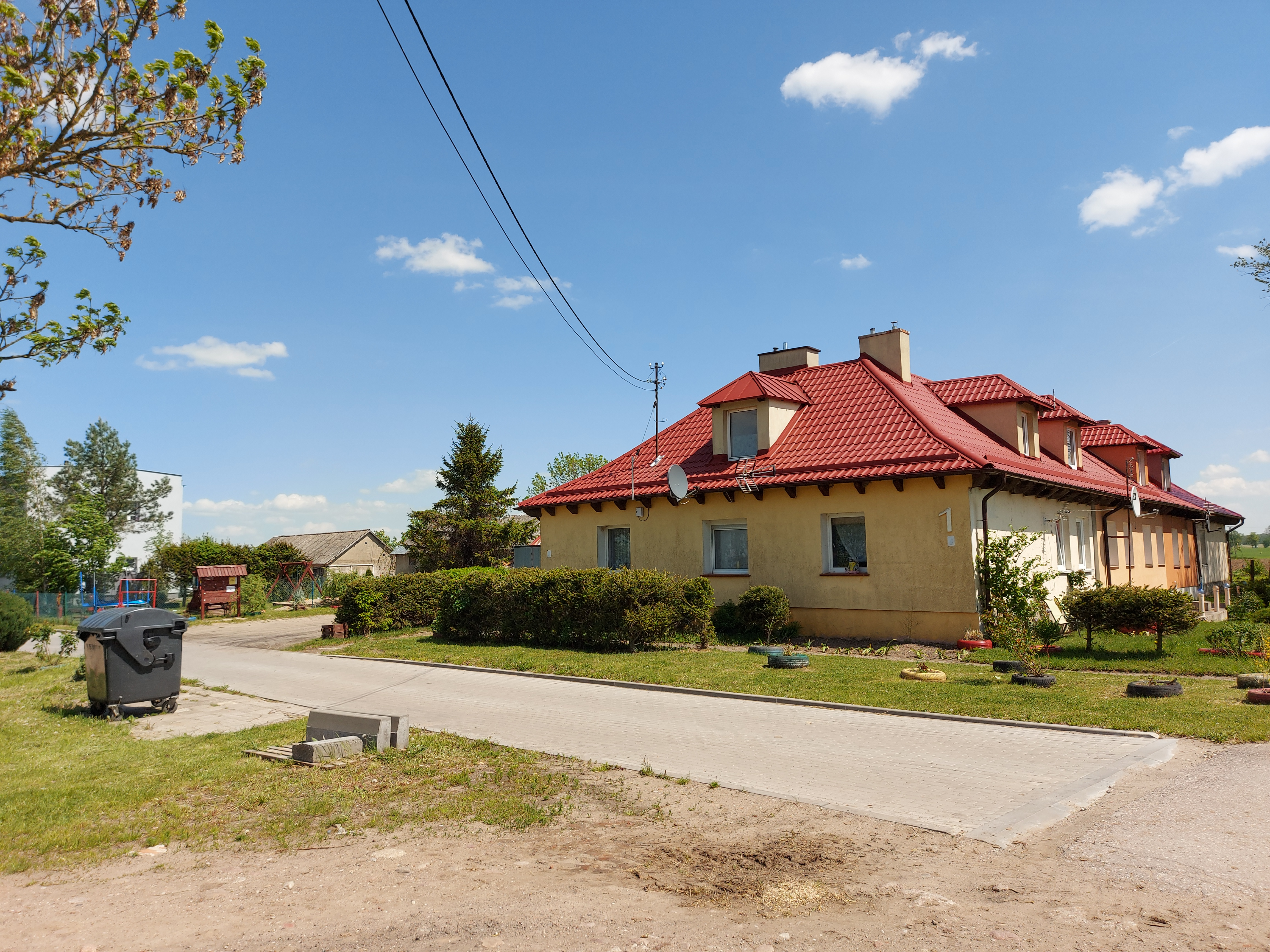
Długi Lasek (2022)

Długi Lasek (deutsch Langwäldchen) ist ein kleiner Ort in der polnischen Woiwodschaft Ermland-Masuren und gehört zur Gmina Korsze (Stadt- und Landgemeinde Korschen) im Powiat Kętrzyński (Kreis Rastenburg).

## Geographische Lage
Die Siedlung (polnisch Osada) Długi Lasek liegt in der nördlichen Mitte der Woiwodschaft Ermland-Masuren, 18 Kilometer nordwestlich der Kreisstadt Kętrzyn (deutsch Rastenburg).

## Geschichte
Das Vorwerk Langwäldchen war vor 1945 ein Wohnplatz innerhalb des Gutsbezirks bzw. der Landgemeinde Langheim (polnisch Łankiejmy) und gehörte zum Kreis Rastenburg im Regierungsbezirk Königsberg in der preußischen Provinz Ostpreußen. Im Jahre 1820 waren hier 42, 1885 schon 56 und 1905 noch 47 Einwohner registriert.
Im Jahre 1945 kam Langwäldchen in Kriegsfolge mit dem gesamten südlichen Ostpreußen zu Polen und erhielt die polnische Namensform „Długi Lasek“. Heute ist die Siedlung eine Ortschaft innerhalb der Stadt- und Landgemeinde Korsze (Korschen) im Powiat Kętrzyński (Kreis Rastenburg), bis 1998 der Woiwodschaft Olsztyn, seither der Woiwodschaft Ermland-Masuren zugehörig.

## Kirche
Vor 1945 war Langwäldchen in die evangelische Kirche Langheim (polnisch Łankiejmy) in der Kirchenprovinz Ostpreußen der Kirche der Altpreußischen Union sowie in die katholische Kirche in Korschen (polnisch Korsze) im Bistum Ermland eingepfarrt.
Heute gehört Długi Lasek katholischerseits zur Pfarrei Łankiejmy im jetzigen Erzbistum Ermland, evangelischerseits zur Pfarrkirche Kętrzyn (Rastenburg) mit der Filialgemeinde Bartoszyce (Bartenstein) in der Diözese Masuren der Evangelisch-Augsburgischen Kirche in Polen.

## Verkehr
Durch Długi Lasek verläuft die verkehrsreiche Ost-West-Woiwodschaftsstraße 592 (ehemalige deutsche Reichsstraße 135), die die Kreisstädte Bartoszyce (Bartenstein), Kętrzyn (Rastenburg) und Giżycko (Lötzen) miteinander verbindet. Unweit von Długi Lasek kreuzt sie die Nord-Süd-Woiwodschaftsstraße 590, die von Barciany (Barten) über Reszel (Rößel) nach Biskupiec (Bischofsburg) führt.
Eine Anbindung an den Bahnverkehr besteht nicht.